# 5223 McSween
5223 McSween (1981 EX6) là một tiểu hành tinh nằm phía ngoài của vành đai chính được phát hiện ngày 6 tháng 3 năm 1981 bởi S. J. Bus ở Đài thiên văn Siding Spring trong khóa học thuộc Khảo sát tiểu hành tinh Schmidt-Caltech vương quốc Anh.